# Pupalia micrantha
Pupalia micrantha là loài thực vật có hoa thuộc họ Dền. Loài này được Hauman miêu tả khoa học đầu tiên năm 1946.